# Ully-Saint-Georges
Ully-Saint-Georges é uma comuna francesa na região administrativa de Altos da França, no departamento de Oise. Estende-se por uma área de 18,71 km². Em 2010 a comuna tinha 1 910 habitantes (densidade: 102,1 hab./km²).